# Chile morita
El chile morita es una variedad de chile seco y ahumado de la especie Capsicum annuum. Posee una pungencia entre los 15.000 – 23.000 SHU (es decir, picante de medio a alto). Es una variante más pequeña del chile mora, de ahí su nombre; también se suele asociar con el chile chipotle, ya que ambos son un chile jalapeño secado, teniendo cada uno un matiz particular.
Mide entre 3 y 4 cm y 2 de ancho, y su cáscara es tersa y brillante. y se consume en el centro de México (Veracruz, Puebla y CdMX principalmente).
Con este chile, jitomates, y ajos se realiza la salsa de chile morita, una salsa picante que acompaña tacos y carne de res. A diferencia de la salsa roja común, es más picante y dulce y tiene un rico aroma ahumado.